# Aguinaldo
Aguinaldo is een gemeente in de Filipijnse provincie Ifugao op het eiland Luzon. Bij de laatste census in 2007 had de gemeente ruim 17 duizend inwoners.

## Geografie

### Bestuurlijke indeling
Aguinaldo is onderverdeeld in de volgende 16 barangays:
| - Awayan - Bunhian - Butac - Chalalo - Damag - Galonogon - Halag - Itab | - Jacmal - Majlong - Mongayang - Posnaan - Ta-ang - Talite - Ubao - Buwag |

## Demografie
Aguinaldo had bij de census van 2007 een inwoneraantal van 17.231 mensen. Dit zijn 854 mensen (5,2%) meer dan bij de vorige census van 2000. De gemiddelde jaarlijkse groei komt daarmee uit op 0,70%, hetgeen lager is dan het landelijk jaarlijks gemiddelde over deze periode (2,04%). Vergeleken met de census van 1995 is het aantal mensen met 4.608 (36,5%) toegenomen.

De bevolkingsdichtheid van Aguinaldo was ten tijde van de laatste census, met 17.231 inwoners op 538,05 km², 32 mensen per km².